# USS 미드웨이 (CV-41)
USS 미드웨이 (CVB/CVA/CV-41)는 미국 해군의 디젤 항공모함이었다. 미드웨이급 항공모함의 1번함이며, 제2차 세계대전이 끝나고 최초로 취역한 항공모함이다. 베트남전과 1991년 걸프전에 참전했으며, 현재는 캘리포니아 샌디에고에서 USS Midway Museum이라는 이름의 박물관으로 사용되고 있다.
미드웨이함은 에섹스급 항공모함이 아닌 제2차 세계대전 시대의 미국 항공모함 중에서 유일하게 남아있다.
미드웨이함은 1943년 10월 27일 노스럽 그러먼에서 건조를 시작했다.

## 역사

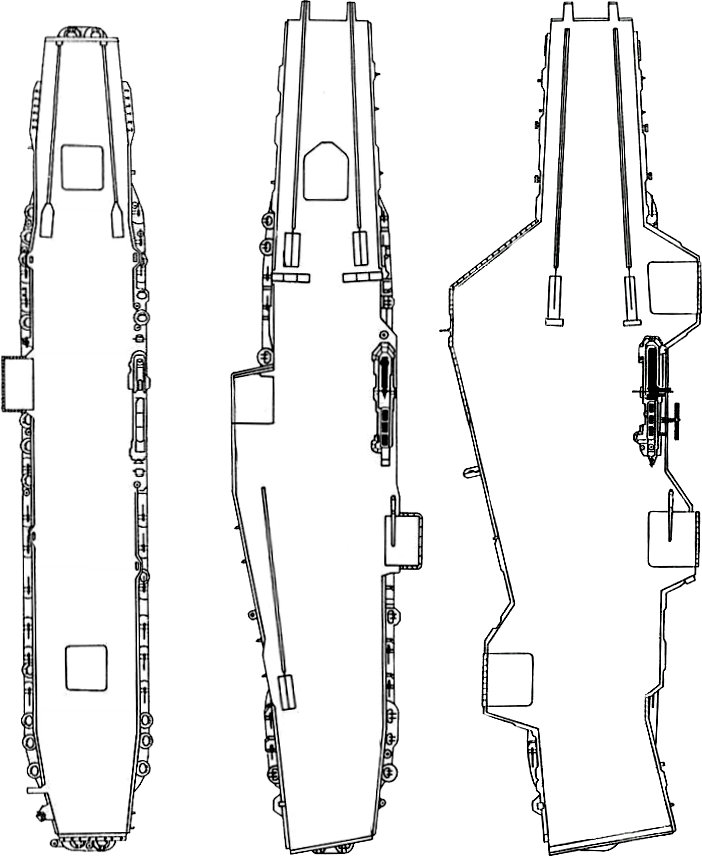
1945년, 57년, 70년의 개조 모습

1945년 건조 당시엔 배수량 45,000톤에 프로펠러 전투기 100대를 탑재했다. 1955년 개조 후에는 좌측으로 경사진 착륙용 비행갑판이 설치되었으며, 배수량이 44% 증가한 65,000톤에 제트 전투기 65대를 탑재했다.

## 월남전
1965년 6월 17일, 미드웨이에서 이륙한 VF-21의 F-4 팬텀 2대가 AIM-7 스패로우 미사일로 미그-17 2대를 격추했다. 월남전 최초의 미그기 격추다. 3일 뒤에, 미드웨이에서 이륙한 더글러스 A-1 스카이레이더 프로펠러 전투기 4대가 타치 위브 전술로 미그-17 제트 전투기를 격추했다.
월남전에서 북베트남의 S-75 지대공 미사일에 F-4 팬텀 1대, A-4 스카이호크 2대를 격추당했다.

## 걸프전

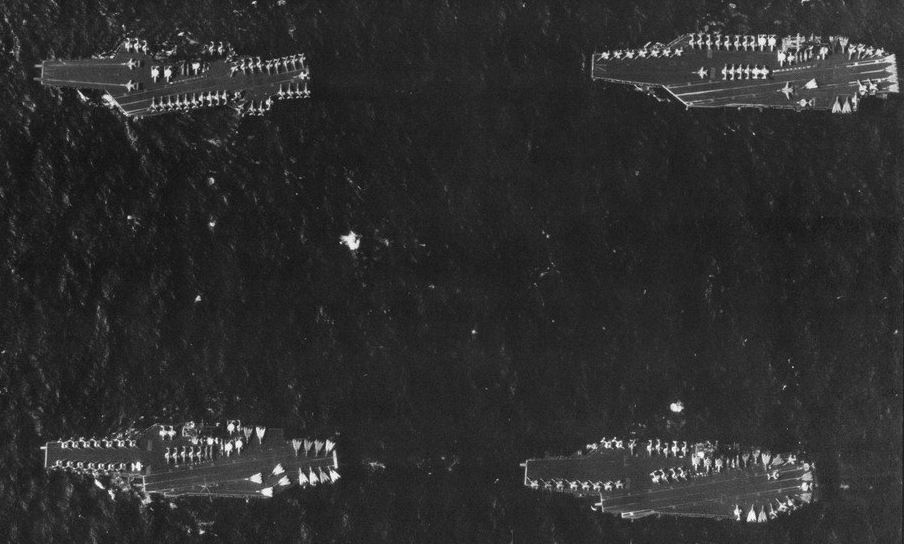
1991년 걸프전에 파병된 미항모 4척

1991년 걸프전에 미드웨이호가 참전했다. 파병된 4척의 항공모함 중에서 가장 나이가 많았다.
2020년 한국도 미드웨이급인 4만톤급 일자형 항공모함인 백령도함을 건조중인데, 미드웨이호는 1945년 일자형 4만톤급으로 진수되어, 46년이 지나서 V자형 6만톤급으로 개조되어 걸프전에 참전한 것이다.

## 대한민국
1980년 5·18 광주 민주화 운동 당시, 5월 24일 USS 미드웨이 (CV-41)와 USS 코럴시 (CV-43)가 한반도에 전개되었다. 둘 다 미드웨이급 항공모함이다.

## 추가 문헌
McGaugh, Scott Midway Magic - An Oral History of America's Legendary Aircraft Carrier, CDS Books, New York 2004, ISBN 1-59315-027-X